# Paragymnopleurus maurus
Paragymnopleurus maurus är en skalbaggsart som beskrevs av Sharp 1875. Paragymnopleurus maurus ingår i släktet Paragymnopleurus och familjen bladhorningar.

## Underarter
Arten delas in i följande underarter:
- P. m. malayanus
- P. m. pauliani